# Dodecaedro troncato
In geometria solida, il dodecaedro troncato è uno dei tredici poliedri archimedei, ottenuto troncando le venti cuspidi del dodecaedro regolare.
Ha 32 facce, divise in 12 decagoni e 20 triangoli, 90 spigoli e 60 vertici, in ciascuno dei quali concorrono due decagoni e un triangolo.

## Area e volume
L'area A ed il volume V di un dodecaedro troncato i cui spigoli hanno lunghezza a sono le seguenti:
{\displaystyle A=(5{\sqrt {3}}+30{\sqrt {5+2{\sqrt {5}}}})a^{2}}
{\displaystyle V={\begin{matrix}{5 \over 12}\end{matrix}}(99+47{\sqrt {5}})a^{3}}

## Dualità
Il poliedro duale del dodecaedro troncato è il triacisicosaedro.

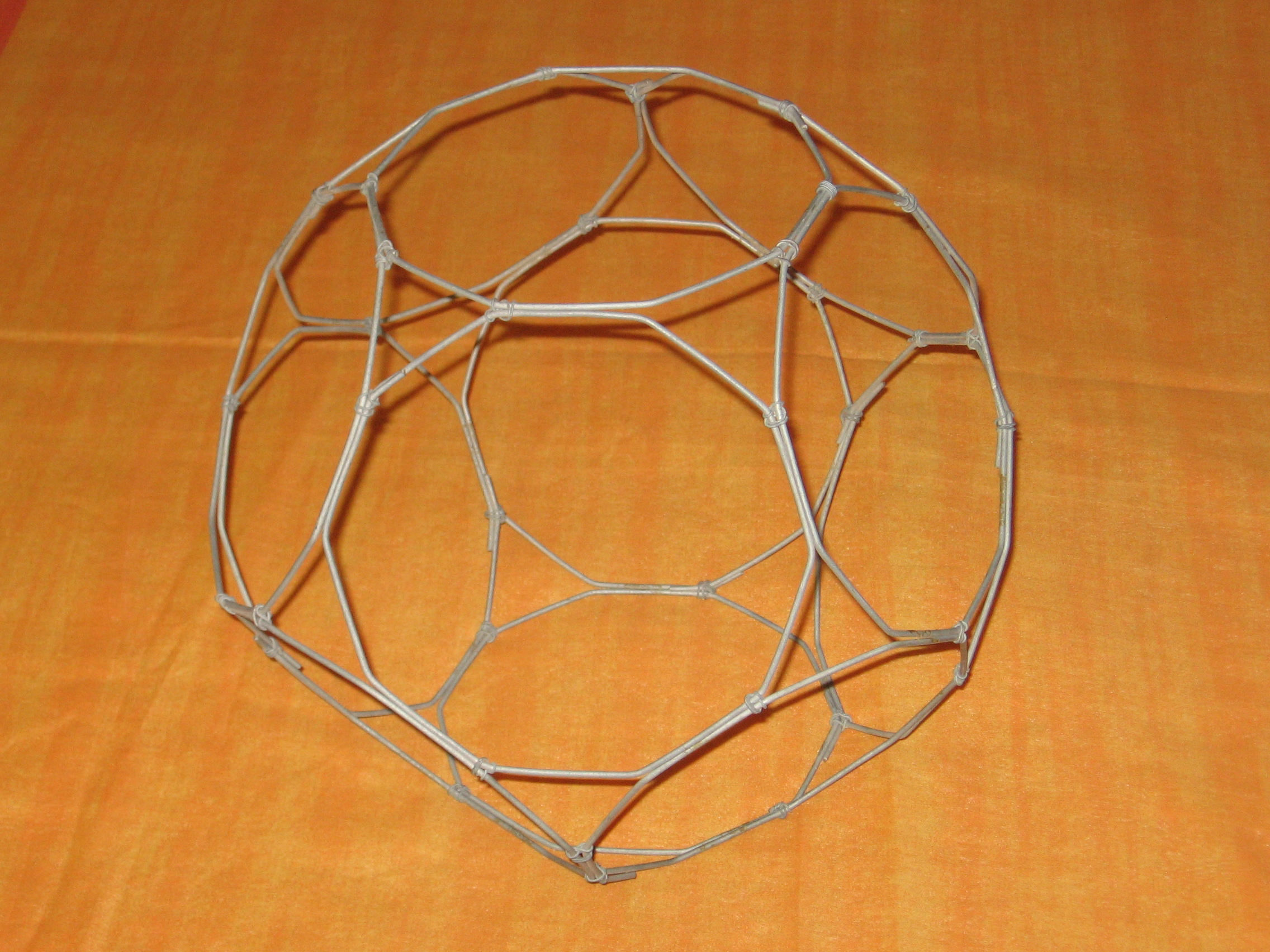
Dodecaedro troncato

## Simmetrie
Il gruppo delle simmetrie del dodecaedro troncato ha 120 elementi; il gruppo delle simmetrie che preservano l'orientamento è il gruppo icosaedrale {\displaystyle I\cong A_{5}}. Sono gli stessi gruppi di simmetria del dodecaedro e dell'icosaedro.

## Legami con dodecaedro e icosaedro
La seguente sequenza di poliedri illustra una transizione dal dodecaedro all'icosaedro:
| dodecaedro | dodecaedro troncato | icosidodecaedro | icosaedro troncato | icosaedro |